# 刘书林
刘书林（1924年7月—2021年9月2日），男，直隶（今河北）定县人，中华人民共和国政治人物，曾任中华人民共和国核工业部副部长、党组副书记、顾问。